# Жодного слівця про пса
«Жодного слівця про пса, або Як ми нарешті знайшли пташиний пень єпископа» (англ. To Say Nothing of the Dog: or, How We Found the Bishop's Bird Stump at Last)— гумористичний науково-фантастичний роман Конні Вілліс 1997 року. Він входить до неформального циклу про істориків-мандрівників у часі з Оксфордського університету, куди також входять її романи «Книга судного дня» (1992) і «Світломаскування» / «Відбій тривоги» (2010).
«Не кажучи про пса» отримав премії Г'юґо та Локус і був номінований на премію Неб'юла.

## Походження назви
Як пояснює авторка у присвяті, на назву книги її надихнув підзаголовок класичного твору 1889 року: «Роберту А. Гайнлайну, який через „Маю скафандр — здатен мандрувати“ вперше познайомив мене з книгою Джерома К. Джерома „Троє у човні (не кажучи про пса)“».
Те, що Конні Вілліс надихалася «Трьома у човні», видно і у формі (досить короткі глави із стислим змістом кожної на початку), і у гумористичному стилі оповіді, і в деяких деталях (тут також троє чоловіків із собакою подорожують Темзою човном, а в одному з епізодів вони навіть перетинаються із тією самою трійцею Джерома).

## Сюжет
Нед Генрі — мандрівник у часі, який вивчає собор Ковентрі після бомбардувань під час Другої світової війни в 1940 році. Він шукає «пташиний пень єпископа» (МакГаффін, оповідачем докладно не описаний). Єпископський пташиний пень потрібен для реставрації собору, яку фінансує леді Шрапнелл, багата американська неоаристократка з деспотичним характером. Вона задіяла більшу частину історичного факультету Оксфорда, аби відновити собор у точно тому стані, який він мав до знищення.
Нед Генрі перебуває у стані розгубленості і спантеличення через «часовий лаг» — побічний ефект від інтенсивних подорожей у часі, екстремальну форму джет-лагу. Перед відправкою в подальші подорожі Нед повинен відновитися від часового лагу, тому його відправляють до лікарні. Проте леді Шрапнелл наполягає, щоб він відправився в наступну подорож. Перш ніж Шрапнелл перехоплює Неда, професор Данворті, відповідальний за машину часу, вирішує відправити його на відпочинок у вікторіанську епоху, в 1888 рік.
Данворті має прихований мотив для відправки Неда в 1888 рік, оскільки інший мандрівник у часі, схоже, порушив закони континууму, принісши об’єкт з того часу до 2057 року. Теоретично через машину часу нічого не можна пронести ні вперед, ні назад, оскільки це може призвести до часових парадоксів, і діють запобіжники від переміщень значущих об’єктів. Історики та вчені, які винайшли машину часу, вважають, що такий об’єкт може розірвати сам час, якщо його негайно не повернути.
Нед, який знає лише історію 20-го століття і все ще страждає від часового лагу, проходить прискорений курс про вікторіанські часи, паралельно йому повідомляють його завдання та місце, куди він має дістатися. Через плутані історичні відомості, неточні інструкції і стрибок до 1888 року, який ще більше посилює часовий лаг, Нед спантеличений щодо того, де він має бути, з ким зустрітися, куди має піти, і взагалі не має уявлення про предмет з іншого часу, який він має повернути.
Подорожі в часі мають механізм самокоригування, який називається зіслизанням; він зміщує час або положення прибуття мандрівників в часі, щоб захистити плин історії. Нед прибуває в правильний час, але місце "зіслизнуло" до залізничної станції за 30 миль від маєтку, де він мав зустрітися з іншим мандрівником. Він зустрічає Теренса Сент-Трюза, закоханого молодого студента з Оксфорду, і приймає його за потрібний контакт. Вони домовляються розділити вартість орендованого човна для подорожі по Темзі від Оксфорда до Мачінгс-Енда, де Теренс сподівається зустріти свою кохану Тоселін Мерінг (Тоссі). Нед, Теренс, бульдог Сиріл і професор Педдік мандрують по Темзі, минаючи навігаційні шлюзи, мальовничі пейзажі, натовпи неспішних човнів і компанію Джерома К. Джерома серед них.
На щастя, коли Нед прибуває до Мачінгс-Енду, особа, яку він мав знайти, впізнає його: це молода жінка на ім’я Веріті Кіндл, яка видає себе за двоюрідну сестру Тоссі. Леді Шрапнелл відправила Веріті прочитати щоденник Тоссі, оскільки Тоссі (нащадком якої є леді Шрапнелл) написала про подію, пов’язану з пеньком у соборі Ковентрі — подію, що змінила її життя і змусила втекти до Америки з загадковим «Містером К.». Лише в цей момент Нед дізнається що за об’єкт він має повернути: домашню кішку Тоссі на ім'я принцеса Арджуманд (в 2057 році коти — вимерлий вид через пандемію котячої чумки).
Нед і Веріті постійно намагаються виправити часовий дисонанс. Їм доводиться розкрити історії персонажів, що їх оточують, вплив їхніх нащадків на майбутнє, а також таємницю містера К. Їхні спроби виправити відому історію людей навколо них викликають хвилі ефектів в подіях від Ватерлоо до Другої світової війни, і навіть до 2018 року, коли були винайдені подорожі в часі. Під час спроб виправити речі самостійно, обоє помилково потрапляють у різні епохи, намагаючись повернутися до 2057 року. За їх відсутності час сам виправляє їхнє втручання. Коли ж Нед та Веріті повертаються до 1888 року, вони дізнаються хто такий містер К., між ними виникають стосунки, яким до цього постійно щось заважало, а свідчення, знайдені під час пригод, вказують місцезнаходження єпископського пня в 2057 році.
Врешті-решт, у 2057 році, якраз до відкриття відновленого собору, місцезнаходження пня єпископа відкриває вченим, що за певних обставин об’єкти можна переносити в майбутнє, і це знаменує нову віху у справі відновлення історично втрачених, знищених речей або вимерлих видів.

## Дійові особи
- Нед Генрі, історик з 21-го століття, якого леді Шрапнелл відправила знайти «пташиний пень єпископа», навіть якщо для цього доведеться відвідати кожну барахолку у Ковентрі 1940 року.
- Веріті Кіндл, також історикиня, спеціалізується на детективах 1930-х років. Щоб знайти і прочитати щоденник дочки полковника і місіс Мерінг, вона видає себе за Веріті Браун, їх дальню племінницю. Через зіслизання у часі вона переносить дещо у 2057 рік, започатковуючи цілий каскад подій.
- Професор Джеймс Данворті, історик, який з самого початку був пов’язаний з програмою подорожей у часі. Також присутній в  романах «Книга Судного дня» та «Світломаскування» / «Відбій тривоги».
- Фінч, кмітливий секретар Данворті. Зрештою він приєднується до інших мандрівників у часі в 1888 році, видаючи себе за дворецького в маєтку Чаттісборнів, сусідів Мерінгів. Так як він має чудові здібності до організації і прислужування, роль дається йому легко.
- Тоселін Мерінг, або Тоссі, красива й розумна «троянда Англії», через батьківське виховання легковажна, капризна і неосвічена. Предок леді Шрапнелл. Леді Шрапнелл на початок реконструкції надихнули саме її мемуари, де вона писала, що її життя змінилося, коли вона відвідала церкву Святого Михайла в Ковентрі (згодом стала собором).
- Полковник і місіс Мерінги. Полковник служив у індійській армії, а тепер присвячує свій час колекціонуванню екзотичних золотих рибок. Місіс Мерінг — іпохондрик, прихильниця спіритизму. Роман приписує їй винахід «барахолки» як благодійного ярмарку, де люди жертвують непотрібні домашні предмети.
- Теренс Сент-Трюз, молодий студент Оксфорду, якого Нед зустрічає, коли вперше прибуває до 1888 року. Хоча сам Теренс не має жодних грошей, він насправді аристократ і матиме значний дохід, що робить його ідеальною парою для Тоссі в очах її батьків.
- Професор Педдік, авторитет з Оксфорду, викладач Теренса, подорожує по річці разом з Недом і Теренсом. Професор Педдік є авторитетом у галузі екзотичних риб та військової історії, що миттєво приваблює до нього полковника Мерінга і забезпечує трійці запрошення залишитися в будинку Мерінгів. Також він відданий прихильник теорії великих людей[en].
- Професор Оверфорс, ще один Оксфордський авторитет і суперник професора Педдіка на престижну посаду. Професор Оверфорс не присутній у романі особисто, але часто згадується як прихильник соціал-дарвіністського погляду на історію.
- Бейн, дворецький Мерінгів. Пізніше з’ясовується, що «Бейн» — це просто псевдонім, який він отримав коли працював на сусідів Мерінгів. Згідно з книгою, роботодавці регулярно дають своїм слугам псевдоніми з різних причин. Місіс Четтісборн називає всіх своїх служниць одним іменем, щоб не запам'ятовувати як їх звати. Місіс Мерінг вважає, що більш витончено мати англійських, а не ірландських слуг, а служницю на ім’я Колін називає Джейн. Бейн раніше працював на ірландського лорда Дансені під своїм справжнім ім'ям, але місіс Мерінг проти його використання у своєму будинку. Бейн схожий на вудгаузівського Дживса — він дуже розумний (значно розумніший, ніж його роботодавці), начитаний (очікуючи розпоряджень, він читає Томаса Пейна) і здатен задовольнити усі потреби своїх роботодавців, діючи на випередження, якщо треба.
- Ті-Джей Льюїс, студент факультету інформатики. Він потрібен для запуску симуляції, аби з’ясувати, наскільки серйозним може бути порушення просторово-часового континууму. На щастя, леді Шрапнелл не може відправити його назад у часі, оскільки він чорношкірий.
- Леді Шрапнелл, багата американка із сталевою волею і голосом, здатним подолати будь-який спротив. Вона одержима відновленням собору Ковентрі в точно тому вигяді, як він був за день до знищення, на честь Тоселін Мерінг. Все має бути ідеально точно, бо «Господь криється у дрібницях». Це включає в себе і «пташиний пень єпископа», який, як вважалося, не міг бути знищений, але зник у ніч повітряного нальоту.
- Елізабет Біттнер, вдова останнього єпископа Ковентрі. На початку 21 століття вона була серед піонерів подорожей у часі. У 2050-х роках вона стара і немічна, але раніше була красунею і зачаровувала чоловіків, включаючи Данворті. За впливом на оксфордців Нед порівнює її з Зулейкою Добсон[en].
- Принцеса Арджуманд, кішка Тоссі, названа на честь Мумтаз Махал, чий порятунок від утоплення майже руйнує просторово-часовий континуум. Відіграє значну роль у оповіді.
- Сиріл, бульдог Теренса. Відіграє значну роль у оповіді.